# Sandro Salvucci
Sandro Salvucci (ur. 3 kwietnia 1965 w Maceracie) – włoski duchowny katolicki, arcybiskup Pesaro od 2022, arcybiskup Urbino-Urbania-Sant’Angelo in Vado od 2023.

## Życiorys
Święcenia kapłańskie otrzymał 25 września 1993 i został inkardynowany do Archidiecezji Fermo. Pracował duszpastersko jako wikariusz w parafii SS. Annunziata w Porto Sant’Elpidio (1994–1999). Pełnił funkcję dyrektora diecezjalnej komisji diakonatu stałego (1999–2006); animator Duchowy Diecezjalnego Centrum Duchowości Villa Nazareth (2001–2006); członek kolegium konsultorów (2004–2012); rektor Arcybiskupiego Seminarium Duchownego w Fermo (2006–2014). Od 1995  wykładowca teologii moralnej w Istituto Teologico Marchigiano.
12 marca 2022 papież Franciszek mianował go ordynariuszem archidiecezji Pesaro. Sakry udzielił mu 1 maja 2022 arcybiskup Piero Coccia.
7 stycznia 2023 papież Franciszek mianował go jednocześnie biskupem in persona Episcopi archidiecezji Urbino-Urbania-Sant’Angelo in Vado.